# Baranisobas rugator
Baranisobas rugator är en stekelart som först beskrevs av Aubert 1983.  Baranisobas rugator ingår i släktet Baranisobas och familjen brokparasitsteklar. Inga underarter finns listade.